# Sacha Kljestan
Sacha Kljestan (/ˈsɑːʃə ˈklɛstʃən/; sinh 9 tháng 9 năm 1985) là cầu thủ bóng đá Hoa Kỳ đang thi đấu cho câu lạc bộ New York Red Bulls ở vị trí tiền vệ.

## Thống kê sự nghiệp

### Câu lạc bộ
Tính đến 31 tháng 5 năm 2017
| Câu lạc bộ          | Mùa giải            | Giải đấu | Giải đấu | Cúp quốc gia | Cúp quốc gia | Cúp liên đoàn | Cúp liên đoàn | Châu lục | Châu lục | Tổng cộng | Tổng cộng |
| Câu lạc bộ          | Mùa giải            | Trận     | Bàn      | Trận         | Bàn          | Trận          | Bàn           | Trận     | Bàn      | Trận      | Bàn       |
| ------------------- | ------------------- | -------- | -------- | ------------ | ------------ | ------------- | ------------- | -------- | -------- | --------- | --------- |
| Chivas USA          | 2006                | 32       | 0        | 1            | 0            | 2             | 0             | 0        | 0        | 35        | 0         |
| Chivas USA          | 2007                | 25       | 4        | 1            | 0            | 2             | 0             | 0        | 0        | 28        | 4         |
| Chivas USA          | 2008                | 22       | 5        | 1            | 0            | 2             | 1             | 2        | 0        | 27        | 6         |
| Chivas USA          | 2009                | 25       | 5        | 0            | 0            | 2             | 0             | 0        | 0        | 27        | 5         |
| Chivas USA          | 2010                | 10       | 1        | 0            | 0            | 0             | 0             | 0        | 0        | 10        | 1         |
| Chivas USA          | Tổng cộng           | 114      | 15       | 3            | 0            | 8             | 1             | 2        | 0        | 127       | 16        |
| Anderlecht          | 2010–11             | 25       | 2        | 2            | 0            | 1             | 0             | 6        | 1        | 34        | 3         |
| Anderlecht          | 2011–12             | 36       | 4        | 0            | 0            | 0             | 0             | 10       | 1        | 46        | 5         |
| Anderlecht          | 2012–13             | 35       | 3        | 4            | 0            | 1             | 0             | 9        | 1        | 49        | 4         |
| Anderlecht          | 2013–14             | 23       | 8        | 1            | 0            | 1             | 0             | 5        | 1        | 30        | 9         |
| Anderlecht          | 2014–15             | 13       | 1        | 4            | 3            | 0             | 0             | 4        | 0        | 21        | 4         |
| Anderlecht          | Tổng cộng           | 132      | 18       | 11           | 3            | 3             | 0             | 34       | 4        | 180       | 25        |
| New York Red Bulls  | 2015                | 33       | 8        | 3            | 1            | 4             | 0             | 0        | 0        | 40        | 9         |
| New York Red Bulls  | 2016                | 32       | 6        | 2            | 1            | 2             | 0             | 3        | 2        | 39        | 9         |
| New York Red Bulls  | 2017                | 16       | 0        | 2            | 1            | 0             | 0             | 2        | 0        | 20        | 1         |
| New York Red Bulls  | Tổng cộng           | 81       | 14       | 7            | 3            | 6             | 0             | 5        | 2        | 99        | 19        |
| Tổng cộng sự nghiệp | Tổng cộng sự nghiệp | 327      | 47       | 21           | 65           | 17            | 1             | 41       | 6        | 406       | 60        |

### Quốc tế
Tính đến 29 tháng 1 năm 2017.
| Đội tuyển quốc gia | Năm       | Trận | Bàn |
| ------------------ | --------- | ---- | --- |
| Hoa Kỳ             |           |      |     |
| 2007               | 4         | 0    |     |
| 2008               | 8         | 0    |     |
| 2009               | 9         | 3    |     |
| 2010               | 4         | 1    |     |
| 2011               | 9         | 0    |     |
| 2012               | 4         | 0    |     |
| 2013               | 7         | 0    |     |
| 2014               | 1         | 0    |     |
| 2016               | 5         | 2    |     |
| 2017               | 1         | 0    |     |
| Tổng cộng          | Tổng cộng | 52   | 6   |

#### Bàn thắng quốc tế
| # | Ngày                | Địa điểm                                           | Đối thủ                     | Bàn thắng | Kết quả | Giải đấu                 |
| - | ------------------- | -------------------------------------------------- | --------------------------- | --------- | ------- | ------------------------ |
| 1 | 24 tháng 1 năm 2009 | Home Depot Center, Carson, California, Hoa Kỳ      | Thụy Điển                   | 1–0       | 3–2     | Giao hữu                 |
| 2 | 24 tháng 1 năm 2009 | Home Depot Center, Carson, California, Hoa Kỳ      | Thụy Điển                   | 2–0       | 3–2     | Giao hữu                 |
| 3 | 24 tháng 1 năm 2009 | Home Depot Center, Carson, California, Hoa Kỳ      | Thụy Điển                   | 3–1       | 3–2     | Giao hữu                 |
| 4 | 24 tháng 2 năm 2010 | Sân vận động Raymond James, Tampa, Florida, Hoa Kỳ | El Salvador                 | 2–1       | 2–1     | Giao hữu                 |
| 5 | 2 tháng 9 năm 2016  | Sân vận động Arnos Vale, Kingstown                 | Saint Vincent và Grenadines | 5–0       | 6–0     | Vòng loại World Cup 2018 |
| 6 | 6 tháng 9 năm 2016  | EverBank Field, Jacksonville, Florida, Hoa Kỳ      | Trinidad và Tobago          | 1–0       | 4–0     | Vòng loại World Cup 2018 |

- Bàn thắng của Kljestan được in đậm trong cột"Bàn thắng".